# Kindergarten Cop
Kindergarten Cop is een Amerikaanse thriller en actiekomedie van Ivan Reitman uit 1990, met in de hoofdrol Arnold Schwarzenegger.

## Verhaal
John Kimble is een politieagent die al jaren achter drugdealer Cullen Crisp aanzit. Als Kimble op een dag Crisp vindt blijkt dat zijn ex-vrouw de enige is die tegen hem kan getuigen. Het probleem is dat zij samen met haar baby Cullen jr. enkele jaren geleden verdween met drie miljoen. Het enige aanknopingspunt dat rechercheur Kimble kan vinden, is de naam van een school in Oregon. Kimble besluit undercover te gaan als kleuterleider op de school.

## Rolverdeling
| Acteur                              | Personage                            |
| ----------------------------------- | ------------------------------------ |
| Arnold Schwarzenegger               | Rechercheur John Kimble              |
| Penelope Ann Miller                 | Joyce Palmieri / Rachel Crisp        |
| Pamela Reed                         | Rechercheur Phoebe O'Hara            |
| Richard Tyson                       | Cullen Crisp, Sr.                    |
| Linda Hunt                          | Schoolhoofd Miss Schlowski           |
| Carroll Baker                       | Eleanor Crisp                        |
| Joseph Cousins en Christian Cousins | Dominic Palmieri / Cullen Crisp, Jr. |
| Cathy Moriarty                      | Sylvester's moeder                   |
| Jayne Brook                         | Zach's moeder                        |
| Justin Page                         | Zach Sullivan                        |
| Sarah Rose Karr                     | Emma                                 |
| Miko Hughes                         | Joseph                               |
| Ben Diskin                          | Sylvester                            |
| Marissa Rosen                       | Samantha                             |
| Krystle Mataras en Tiffany Mataras  | Tina en Rina                         |
| Odette Yustman                      | Rosa                                 |
| Bob Nelson                          | Henry Shoop                          |